# The Brotherhood
|  | Per a altres significats, vegeu «Brotherhood». |

The Brotherhood és una pel·lícula de terror de David DeCoteau estrenada el 2001. És la primera de la sèrie de terror Brotherhood.

## Argument
El jove Chris Chandler, un estudiant a la Universitat de Drake, aconsegueix un nou company d'habitació, Dan, i es fa amic d'ell. Entretant, les fraternitats estan prometent i un estudiant que va dir que s'havia interessat per Doma Tau Omega és  mort al campus.
Chris, que no té una gran opinió sobre les fraternitats, coneix a una estudiant de psicologia, Megan, que el convida a ell i a Dan a una festa en la fraternitat de Doma Tau Omega, dient que no vol anar allà sola. Així i tot, quan arriben a la festa, Chris s'adona que només sembla estar interessat en el líder de DTO, Devon Eisley, i se li apropa. Després d'estar esperant a Chris durant molta estona, Megan i Dan abandonen la festa. Chris, entretant, és emborratxat per Devon, que el converteix en membre de DTO després de beure una mica de la seva sang mentre, a canvi, Chris ha de beure una mica de la de Devon.
Poc després, Chris és introduït a les festes a la casa DTO, on ell i Devon beuen la sang d'una noia anomenada Sandy. Dan està preocupat pel canvi de Chris des que es va unir a la fraternitat. Investigant el llibre de DTO, Dan s'impressiona en trobar fotos de Devon durant dècades de la història de la fraternitat, completament sense canvis. Persuadeix a Megan per anar amb ell a l'habitació de Chris, la qual troben totalment destrossada, per la qual cosa decideixen buscar a Chris a la casa de la fraternitat.

## Repartiment
- Samuel Page: Chris Chandler
- Josh Hammond: Dan
- Bradley Stryker: Devon Eisley
- Elizabeth Bruderman: Megan
- Forrest Cochran: Barry
- Michael Lutz: Jordan
- Donnie Eichar: Mikhail
- Christopher Cullen: Frat Slob #1
- Brandon Beemer: Frat Slob #2
- Brian Bianchini: Frat Slob #3
- Chloe Cross: Sandy